# Banteay Ampil
Banteay Ampil es uno de los cinco distritos que forman la provincia camboyana de Oddar Mean Chey, con una población estimada en marzo de 2008 de 41 055 habitantes. Está dividido en las siguientes  comunas (khum), que se muestran asimismo con población estimada de 2008:
- Ampil 12,515
- Beng 13,000
- Kouk Khpos 4,567
- Kouk Mon 10,923[1]